# Erannis brunnescens
Erannis brunnescens là một loài bướm đêm trong họ Geometridae.